# Рельич, Горан
Го́ран Ре́льич (хорв. Goran Reljić; род. 20 марта 1984, Задар) — хорватский боец смешанного стиля, представитель средней и полутяжёлой весовых категорий. Выступает на профессиональном уровне начиная с 2004 года, известен по участию в турнирах таких бойцовских организаций как UFC, Rizin FF, KSW и др. Владел титулом чемпиона KSW в полутяжёлом весе.

## Биография
Горан Рельич родился 20 марта 1984 года в городе Задар. Серьёзно занимался бразильским джиу-джитсу, получив в этой дисциплине чёрный пояс.

### Начало профессиональной карьеры
Дебютировал в смешанных единоборствах на профессиональном уровне в апреле 2004 года, заставив своего соперника сдаться в первом же раунде с помощью рычага локтя. Дрался в различных небольших хорватских и словенских промоушенах, таких как Ultimate Fight, Noc Skorpiona, The Real Deal, Boxing Explosion и др. Из всех поединков неизменно выходил победителем, в том числе в феврале 2006 года взял верх над сербом Бояном Михайловичем, поймав его на обратный узел локтя.

### Ultimate Fighting Championship
Имея в послужном списке семь побед и ни одного поражения, Рельич привлёк к себе внимание крупнейшей бойцовской организации мира Ultimate Fighting Championship и в 2008 году подписал с ней эксклюзивный контракт. В дебютном бою в октагоне техническим нокаутом во втором раунде победил бразильца Вилсона Говею, заработав бонус за лучший бой вечера.
Планировался его бой против другого представителя Бразилии Талеса Лейтеса, однако Рельич получил серьёзную травму спины и был заменён Дрю Макфедрисом. Впоследствии из-за травмы больше года не принимал участия в боях.
В 2010 году хорватский боец в вернулся в бои, спустившись в среднюю весовую категорию. Встретился в восьмиугольнике с американцем Си Би Доллауэем и по итогам трёх раундов с близким счётом 28:29 уступил ему единогласным решением судей.
Также дрался в UFC с американцем Кендаллом Гроувом и поляком Кшиштофом Сошиньским, но обоим проиграл по очкам, раздельным и единогласным судейскими решениями соответственно. На этом его сотрудничество с организацией подошло к концу.

### Последующая карьера
После ухода из UFC Рельич дрался в различных менее престижных промошенах в Европе, в частности выступал в Швейцарии, России и Польше.
В 2013 году присоединился к крупной польской организации KSW, где сразу же стал претендентом на титул чемпиона, который на тот момент принадлежал польскому полутяжу Яну Блаховичу. Противостояние между ними продлилось всё отведённое время, в итоге судьи единогласно отдали победу Блаховичу. При этом оба бойца получили вознаграждение за лучший бой вечера.
Блахович вскоре покинул организацию, оставив свой чемпионский пояс вакантным. Рельич благодаря череде удачных выступлений вновь получил статус официального претендента, в том числе в претендентском бою решением большинства судей победил Томаша Наркуна. В чемпионском бою в мае 2015 года раздельным решением выиграл у словака Аттилы Вега и забрал чемпионский пояс себе.
Тем не менее, оставался чемпионом не долго, уже во время первой защиты он вновь встретился с Томашом Наркуном, и на сей раз поляк взял реванш, отправив хорватского бойца в нокаут уже на второй минуте первого раунда.
Также в 2015 году Горан Рельич подписал контракт с новосозданной японской организацией Rizin fighting federation и выступил на её предновогоднем турнире, где в рамках четвертьфинала гран-при полутяжёлого веса встретился с россиянином Вадимом Немковым и проиграл техническим нокаутом.
В 2016 году претендовал на титул чемпиона немецкой организации Superior FC в среднем весе, но выиграть чемпионский поединок не смог.

## Статистика в профессиональном ММА
| Боёв 24  | Побед 16 | Поражений 8 |
| -------- | -------- | ----------- |
| Нокаутом | 5        | 2           |
| Сдачей   | 6        | 0           |
| Решением | 5        | 6           |

| Результат | Рекорд | Соперник            | Способ                     | Турнир                                       | Дата            | Раунд | Время | Место                  | Примечание                                                |
| --------- | ------ | ------------------- | -------------------------- | -------------------------------------------- | --------------- | ----- | ----- | ---------------------- | --------------------------------------------------------- |
| Победа    | 16-8   | Даниэль Дёррер      | Сдача (рычаг локтя)        | Mannheimer Hafenkeilerei 6                   | 9 декабря 2017  | 1     | 3:50  | Мангейм, Германия      |                                                           |
| Поражение | 15-8   | Маттиа Скиаволин    | Единогласное решение       | Superior FC 15                               | 29 октября 2016 | 5     | 5:00  | Рюссельсхайм, Германия | Бой за титул чемпиона Superior FC в среднем весе.         |
| Поражение | 15-7   | Казбек Сайдалиев    | Единогласное решение       | Akhmat Fight Show 23: Grand Prix Akhmat 2016 | 11 июня 2016    | 3     | 5:00  | Грозный, Россия        |                                                           |
| Поражение | 15-6   | Вадим Немков        | TKO (удары руками)         | Rizin Fighting Federation: Saraba            | 29 декабря 2015 | 1     | 2:58  | Сайтама, Япония        | Четвертьфинал гран-при Rizin FF в полутяжёлом весе.       |
| Поражение | 15-5   | Томаш Наркун        | KO (удары руками)          | KSW 32: Road To Wembley                      | 31 октября 2015 | 1     | 1:55  | Лондон, Англия         | Лишился титула чемпиона KSW в полутяжёлом весе.           |
| Победа    | 15-4   | Аттила Вег          | Раздельное решение         | KSW 31                                       | 23 мая 2015     | 3     | 5:00  | Гданьск, Польша        | Выиграл вакантный титул чемпиона KSW в полутяжёлом весе.  |
| Победа    | 14-4   | Томаш Наркун        | Решение большинства        | KSW 29                                       | 6 декабря 2014  | 3     | 5:00  | Краков, Польша         | Претендентский бой.                                       |
| Победа    | 13-4   | Кароль Целинский    | Единогласное решение       | KSW 26                                       | 22 марта 2014   | 3     | 5:00  | Варшава, Польша        |                                                           |
| Победа    | 12-4   | Николай Осокин      | TKO (ногой в корпус)       | Draka 13                                     | 30 августа 2013 | 1     | 0:47  | Владивосток, Россия    |                                                           |
| Поражение | 11-4   | Ян Блахович         | Единогласное решение       | KSW 22                                       | 16 марта 2013   | 3     | 5:00  | Варшава, Польша        | Бой за титул чемпиона KSW в полутяжёлом весе. Бой вечера. |
| Победа    | 11-3   | Гаджи Магомедов     | Единогласное решение       | Draka 8                                      | 11 августа 2012 | 4     | 3:00  | Находка, Россия        |                                                           |
| Победа    | 10-3   | Рожен Ллорет        | TKO (удары руками)         | S&HC 5                                       | 24 марта 2012   | 1     | 3:02  | Женева, Швейцария      | Бой в тяжёлом весе.                                       |
| Победа    | 9-3    | Горан Скепанович    | TKO (удары руками)         | Bilic-Eric Security Fight Night 6            | 7 октября 2011  | 1     | 1:31  | Загреб, Хорватия       |                                                           |
| Поражение | 8-3    | Кшиштоф Сошиньский  | Единогласное решение       | UFC 122                                      | 13 ноября 2010  | 3     | 5:00  | Оберхаузен, Германия   | Вернулся в полутяжёлый вес.                               |
| Поражение | 8-2    | Кендалл Гроув       | Раздельное решение         | UFC 116                                      | 3 июля 2010     | 3     | 5:00  | Невада, США            |                                                           |
| Поражение | 8-1    | Си Би Доллауэй      | Единогласное решение       | UFC 110                                      | 21 февраля 2010 | 3     | 5:00  | Сидней, Австралия      | Дебют в среднем весе.                                     |
| Победа    | 8-0    | Вилсон Говея        | TKO (удары руками)         | UFC 84                                       | 24 мая 2008     | 2     | 3:15  | Невада, США            | Бой вечера.                                               |
| Победа    | 7-0    | Вальдемар Галинский | Единогласное решение       | Boxing Explosion 2                           | 2 августа 2007  | 2     | 5:00  | Целе, Словения         |                                                           |
| Победа    | 6-0    | Томек Смыковский    | Сдача (рычаг локтя)        | CF: The Real Deal                            | 5 мая 2007      | 1     | 4:51  | Марибор, Словения      |                                                           |
| Победа    | 5-0    | Петр Кельнер        | Сдача (рычаг локтя)        | Ultimate Fight: Challenge 1                  | 9 декабря 2006  | 2     | 3:47  | Самобор, Хорватия      |                                                           |
| Победа    | 4-0    | Боян Михайлович     | Сдача (кимура)             | Noc Skorpiona 3                              | 18 февраля 2006 | 1     | 2:51  | Шибеник, Хорватия      |                                                           |
| Победа    | 3-0    | Ненад Джурич        | TKO (удары руками)         | Noc Skorpiona 1                              | 29 апреля 2005  | 2     | 0:54  | Задар, Хорватия        |                                                           |
| Победа    | 2-0    | Андрей Брегар       | Сдача (треугольник руками) | Trboulje 1: Croatia vs. Slovenia             | 5 ноября 2004   | 1     | 1:52  | Любляна, Словения      |                                                           |
| Победа    | 1-0    | Боян Шпалевич       | Сдача (рычаг локтя)        | Ultimate Fight Dubravc                       | 4 апреля 2004   | 1     | 4:20  | Загреб, Хорватия       |                                                           |